# Historický archiv Středního Pomoraví Jagodina

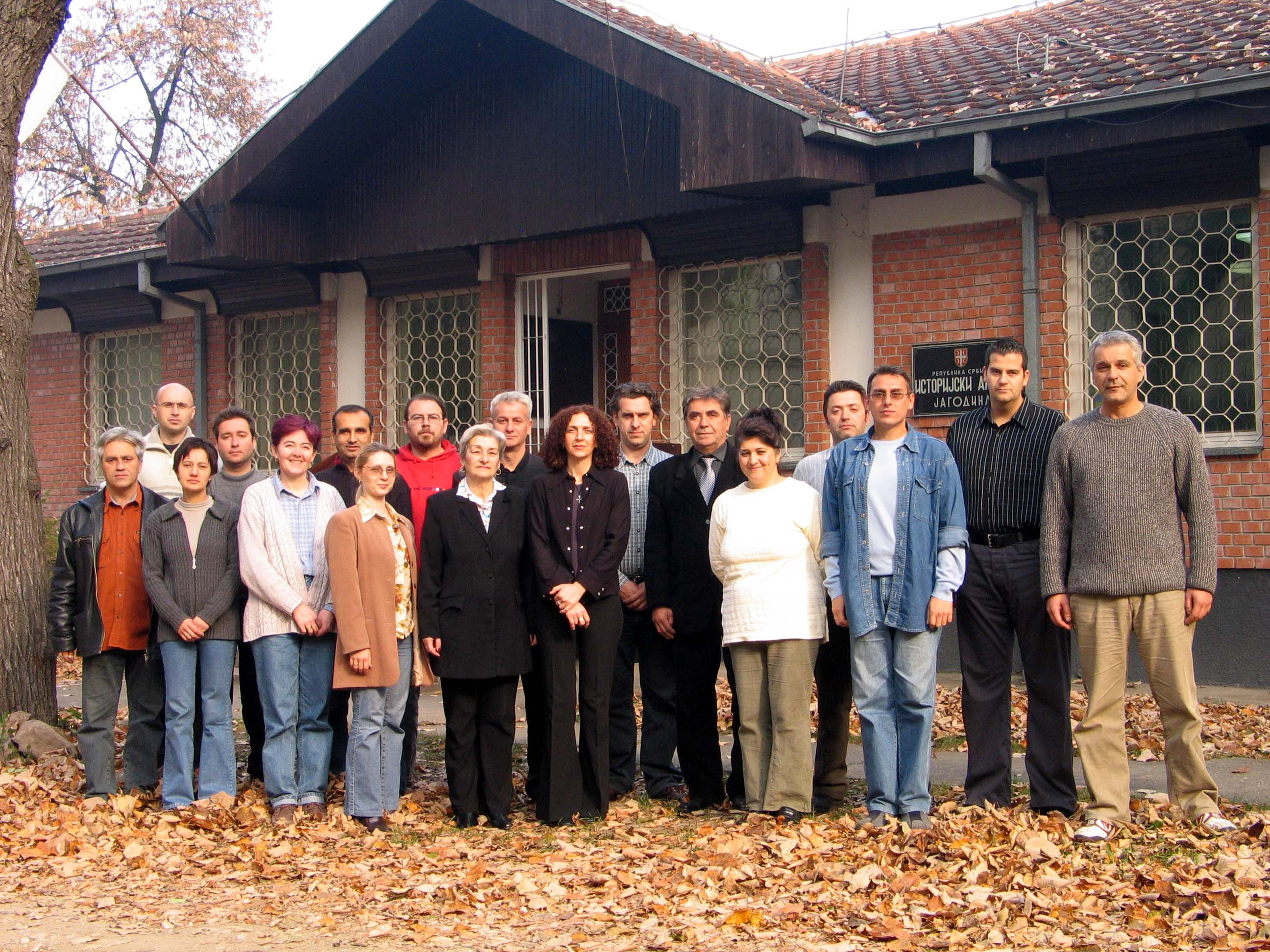
Pracovníci archivu s budovou v pozadí v roce 2007.

Historický archiv Středního Pomoraví Jagodina (srbsky Историјски архив Средње Поморавље Јагодина) je kulturní instituce všeobecného významu, která se věnuje ochraně, uspořádání a archivování na území Pomoravského okruhu v Srbsku.

## Historie
Jagodinský archiv vznikl rozhodnutím městského národního výboru Svetozareva (tehdejší název pro Jagodinu) dne 6. prosince 1951. Název instituce byl Městský státní archiv (srbsky Gradska državna arhiva). Administrativní reformou se stal organizací, která byla příslušná k více obcím (opštinám). Jeho dnešní příslušnost je pro následující obce a města: Jagodina, Ćuprija, Paraćin, Svilajnac, Despotovac a Rekovac.